# Richard Carrier
Richard Carrier   (Ontario, 1 de desembre de 1969) és un historiador, autor i conferenciant estatunidenc, l'obra del qual se centra principalment en l'empirisme, ateisme, i la historicitat de Jesús.
Richard Carrier es va llicenciar en Història per la Universitat de Califòrnia a Berkeley en 1997 i es va doctorar en Història Antiga per la Universitat de Colúmbia (Nova York) l’any 2008. Carrier ha publicat un bon nombre de llibres i articles sobre filosofia, història i religió en l'antiguitat clàssica, on parla principalment sobre l'origen i el desenvolupament del cristianisme i la ciència durant l’imperi Romà, així com sobre filosofia moderna i naturalisme com a cosmovisó. Carrier és un ferm defensor de la teoria del Mite de Jesús, teoria que defensa que Jesús no va existir mai. En varies de les seves obres i articles Carrier ha argumentat que, aplicant el teorema de Bayes, es pot calcular que la probabilitat de l'existència de Jesús està entre 1/3 i 1/12000.
Carrier participa habitualment en debats públics sobre la base històrica de la Bíblia i el cristianisme i ha col·laborat en pàgines web i podcasts de filosofia, humanisme i ateisme com The Secular Web i Mythicist Milwaukee. Carrier ha aparegut en varios documentals com a historiador expert en religions i, fins i tot, com a actor en la sèrie còmica "Holy Shit".

## Obra publicada
- Jesus From Outer Space: What the Earliest Christians Really Believed about Christ (Pitchstone Publishing, 2020).
- The Scientist in the Early Roman Empire (Pitchstone Publishing, 2017)
- Science Education in the Early Roman Empire (Pitchstone Publishing, 2016).
- On the Historicity of Jesus: Why We Might Have Reason for Doubt (Sheffield Phoenix Press, 2014)
- Hitler Homer Bible Christ: The Historical Papers of Richard Carrier 1995–2013 (Philosophy Press, 2014)
- Proving History: Bayes's Theorem and the Quest for the Historical Jesus (Prometheus Books, 2012)
- Why I Am Not a Christian: Four Conclusive Reasons to Reject the Faith (Philosophy Press, 2011)
- Not the Impossible Faith, Why Christianity Didn't Need a Miracle to Succeed (Lulu.com, 2009)
- Sense and Goodness without God: A Defense of Metaphysical Naturalism (AuthorHouse, 2005)